# José Luis Sierra
José Luis Sierra Pando (født 5. december 1968 i Santiago, Chile) er en chilensk tidligere professionel fodboldspiller (offensiv midtbane).
Sierra tilbragte størstedelen af sin karriere i hjemlandet, hvor han var tilknyttet Unión Española og Colo-Colo. Med Colo-Colo var han med til at vinde tre chilenske mesterskaber, mens det blev til ét mesterskab med Unión Española.
Udover sin tid i hjemlandet spillede Sierra også i Mexico for Tigres UANL, i Brasilien for São Paulo FC og i Spanien for Real Valladolid. Han blev i 2005 kåret til Årets fodboldspiller i Chile.
Sierra spillede desuden 53 kampe og scorede otte mål for det chilenske landshold. Han repræsenterede sit land ved VM i 1998 i Frankrig. Her spillede han alle sit holds fire kampe i turneringen, hvor chilenerne blev slået ud i 1/8-finalen. Undervejs lavede han også et enkelt mål, i gruppespilskampen mod Cameroun.
Efter at have indstillet sin aktive karriere har Sierra gjort karriere som træner for sin gamle klub som aktiv, Unión Española.